# Fußballnationalmannschaft von Curaçao
Die Fußballnationalmannschaft von Curaçao ist die Fußballnationalmannschaft der karibischen Insel Curaçao, einem autonomen Land im Königreich der Niederlande. Sie löste nach Auflösung der Niederländischen Antillen die Nationalmannschaft der Niederländischen Antillen ab. Organisiert wird sie vom Federashon Futbòl Kòrsou (FFK) (Papiamentu für: Fußballverband Curaçao), der im September 2010 aus der Nederlands Antilliaanse Voetbal Unie (niederländisch für: Fußballunion der Niederländischen Antillen) hervorging. Der FFK will eng mit dem Fußballverband der Insel Bonaire zusammenarbeiten. Das ebenfalls bis Oktober 2010 zu den Niederländischen Antillen gehörende Sint Maarten hatte bereits seit den frühen 1990er Jahren eine eigene Auswahl.
Bereits 1957/58 war eine Mannschaft unter dem Namen Curaçao zur WM-Qualifikation angetreten; diese war de facto jedoch die Nationalmannschaft der Niederländischen Antillen. Ihr erstes Spiel bestritt die Nationalmannschaft von Curaçao im Jahr 2011, der erste größere Erfolg gelang der Mannschaft mit dem Gewinn der Karibikmeisterschaft 2017. Beim CONCACAF Gold Cup 2017 nahm die Mannschaft erstmals unter dem Namen Curaçao teil, zuvor war die Mannschaft jedoch schon als Niederländische Antillen beim CONCACAF Gold Cup vertreten. Bisher ist es der Mannschaft noch nicht gelungen, sich für eine Weltmeisterschaft zu qualifizieren.

## Turniere

### Weltmeisterschaft
- 2014: In der Qualifikation zur WM 2014 in Brasilien traf man in der 2. Runde auf Antigua und Barbuda, Haiti und die Amerikanischen Jungferninseln. Nach 2 Siegen und 1 Unentschieden aus 6 Spielen schied man als Gruppendritter aus. Die beiden Siege gegen die Amerikanischen Jungferninseln waren die ersten Siege überhaupt.
- 2018: In der Qualifikation traf die Mannschaft in der ersten Runde im März 2015 auf Montserrat und qualifizierte sich durch ein 2:1 im Heimspiel und ein 2:2 im Rückspiel für die zweite Runde gegen Kuba. Nach einem 0:0 im Heimspiel reichte ein 1:1 im Rückspiel, um sich aufgrund der Auswärtstorregel für die dritte Runde zu qualifizieren. Dort schied die Mannschaft jedoch nach zwei 0:1-Niederlagen gegen El Salvador aus.
- 2022: In der Qualifikation traf die Mannschaft in der ersten Runde im März und Juni 2021 auf Guatemala, St. Vincent und die Grenadinen, Kuba sowie auf die Britischen Jungferninseln. Die Mannschaft wurde Gruppensieger aufgrund eines mehr erzielten Tores und qualifizierte sich somit für die zweite Runde. In der zweiten Runde schied die Mannschaft nach einer 2:1-Niederlage und einem 0:0-Unentschieden gegen Panama aus.

### CONCACAF Gold Cup
- 1963 bis 2015 – War Fußballnationalmannschaft der Niederländischen Antillen
- 2017 – Vorrunde
- 2019 – Viertelfinale
- 2021 – zurückgezogen
- 2023 – Nicht qualifiziert
- 2025 – Vorrunde

### Karibikmeisterschaft
- 1989 bis 2010 – war Fußballnationalmannschaft der Niederländischen Antillen
- 2014 – Vorrunde
- 2017 – Sieger

### King’s Cup
Am 5. Juni 2019 gewann in der Vorrunde Curaçao gegen Indien mit 3:1. Im Finale am 8. Juni 2019 gewann die Mannschaft nach einem 1:1 im Elfmeterschießen mit 5:4 gegen Vietnam den King’s Cup in der Chang Arena in der thailändischen Stadt Buri Ram.

## Bekannte Spieler
| - Vurnon Anita - Charlison Benschop | - Angelo Cijntje - Cuco Martina | - Michaël Maria - Javier Martina | - Richmar Siberie - Orlando Smeekes | - Nuelson Wau |

## Trainer
- Manuel Bilches (2011–2012)[3]
- Ludwig Alberto (2012–2014)[3]
- Igemar Pieternella (2014, Interim)[3]
- Etienne Siliee (2014–2015)[4]
- Patrick Kluivert (2015–2016)[5]
- Remko Bicentini (2016–2020)[6]
- Guus Hiddink (2020–2021)
- Patrick Kluivert (2021, Vertretung für die WM-Qualifikationsspiele aufgrund einer COVID-19-Erkrankung von Guus Hiddink)[7][8]
- Art Langeler (2022)
- Remko Bicentini (seit 2022)